# Brandt Centre
Brandt Centre é uma arena multi-uso localizado em Regina, Canadá.